# Понор (Пирот)
Понор је насеље Града Пирота у Пиротском округу. Према попису из 2022. има 204 становника (према попису из 2002. било је 379 становника).

## Прошлост
Понор је 1879. године имао 30 кућа са 190 становника. Писмених људи у селу није било, а број пореских глава износио је 42.

## Демографија
У насељу Понор живи 327 пунолетних становника, а просечна старост становништва износи 47,6 година (45,2 код мушкараца и 50,5 код жена). У насељу има 135 домаћинстава, а просечан број чланова по домаћинству је 2,81.
Ово насеље је великим делом насељено Србима (према попису из 2002. године), а у последња три пописа, примећен је пад у броју становника.
|  |

| Демографија | Демографија | Демографија |
| Година      | Становника  | Становника  |
| ----------- | ----------- | ----------- |
| 1948.       | 765         |             |
| 1953.       | 786         |             |
| 1961.       | 723         |             |
| 1971.       | 659         |             |
| 1981.       | 608         |             |
| 1991.       | 484         | 482         |
| 2002.       | 379         | 395         |

| Етнички састав према попису из 2002.‍ | Етнички састав према попису из 2002.‍ | Етнички састав према попису из 2002.‍ | Етнички састав према попису из 2002.‍ | Етнички састав према попису из 2002.‍ |
| ------------------------------------ | ------------------------------------ | ------------------------------------ | ------------------------------------ | ------------------------------------ |
|                                      |                                      |                                      |                                      |                                      |
| Срби                                 | Срби                                 |                                      | 373                                  | 98,41%                               |
| Руси                                 | Руси                                 |                                      | 2                                    | 0,52%                                |
| Мађари                               | Мађари                               |                                      | 1                                    | 0,26%                                |
| Бугари                               | Бугари                               |                                      | 1                                    | 0,26%                                |
| непознато                            | непознато                            |                                      | 2                                    | 0,52%                                |

| Година пописа     | 1948. | 1953. | 1961. | 1971. | 1981. | 1991. | 2002. |
| ----------------- | ----- | ----- | ----- | ----- | ----- | ----- | ----- |
| Број домаћинстава | 105   | 116   | 132   | 146   | 169   | 143   | 135   |

| Број чланова      | 1  | 2  | 3  | 4  | 5  | 6 | 7 | 8 | 9 | 10 и више | Просек |
| ----------------- | -- | -- | -- | -- | -- | - | - | - | - | --------- | ------ |
| Број домаћинстава | 20 | 55 | 25 | 13 | 13 | 7 | 1 | 1 | 0 | 0         | 2,81   |

| Пол    | Укупно | Неожењен/Неудата | Ожењен/Удата | Удовац/Удовица | Разведен/Разведена | Непознато |
| ------ | ------ | ---------------- | ------------ | -------------- | ------------------ | --------- |
| Мушки  | 181    | 47               | 117          | 14             | 3                  | 0         |
| Женски | 153    | 7                | 119          | 26             | 1                  | 0         |
| УКУПНО | 334    | 54               | 236          | 40             | 4                  | 0         |

| Пол    | Укупно                    | Пољопривреда, лов и шумарство | Рибарство                            | Вађење руде и камена | Прерађивачка индустрија       |
| ------ | ------------------------- | ----------------------------- | ------------------------------------ | -------------------- | ----------------------------- |
| Мушки  | 95                        | 30                            | 0                                    | 0                    | 35                            |
| Женски | 23                        | 15                            | 0                                    | 0                    | 4                             |
| УКУПНО | 118                       | 45                            | 0                                    | 0                    | 39                            |
| Пол    | Производња и снабдевање   | Грађевинарство                | Трговина                             | Хотели и ресторани   | Саобраћај, складиштење и везе |
| Мушки  | 1                         | 6                             | 6                                    | 2                    | 6                             |
| Женски | 0                         | 0                             | 2                                    | 0                    | 0                             |
| УКУПНО | 1                         | 6                             | 8                                    | 2                    | 6                             |
| Пол    | Финансијско посредовање   | Некретнине                    | Државна управа и одбрана             | Образовање           | Здравствени и социјални рад   |
| Мушки  | 0                         | 0                             | 1                                    | 1                    | 1                             |
| Женски | 0                         | 0                             | 0                                    | 1                    | 1                             |
| УКУПНО | 0                         | 0                             | 1                                    | 2                    | 2                             |
| Пол    | Остале услужне активности | Приватна домаћинства          | Екстериторијалне организације и тела | Непознато            | Непознато                     |
| Мушки  | 0                         | 0                             | 0                                    | 6                    | 6                             |
| Женски | 0                         | 0                             | 0                                    | 0                    | 0                             |
| УКУПНО | 0                         | 0                             | 0                                    | 6                    | 6                             |

## Галерија
- Школа
- Центар
- Спомен чесма
- Куће